# Bergheim (Áustria)
Bergheim é um município da Áustria, situado no distrito de Salzburg-Umgebung, no estado de Salzburgo. Tem 15,23 km² de área e sua população em 2019 foi estimada em 5.425 habitantes.